# Janelee Chaparro
Pour les articles homonymes, voir Chaparro.
Janelee Marcus Chaparro Colón, née le 12 septembre 1991 à Barceloneta à Porto Rico, est une mannequin portoricaine. Elle a représenté Porto Rico à Miss Monde 2012 où elle s'est classée parmi le top 30. Elle a remporté le titre de Miss Grand International 2013, le premier titre de ce concours.